# Кочетков, Михаил Николаевич
Миха́ил Никола́евич Кочетко́в (род. 6 мая 1961 года, Москва) — российский поэт, композитор, автор и исполнитель песен, бард, гитарист.

## Биография
Михаил Николаевич Кочетков родился 6 мая 1961 г. в Москве. Окончил кафедру мерзлотоведения Геологического факультета Московского государственного университета им. М. В. Ломоносова (1984).
Песни пишет с 1978 года. С 1988 года участник творческого объединения «Первый круг», в которое входили Александр Мирзаян, Владимир Бережков, Виктор Луферов, Надежда Сосновская, Александр Смогул, Владимир Капгер, Юрий Лорес и Андрей Анпилов.
Участвовал в записи музыки к фильмам «Жестокий романс» и «Танцплощадка», где исполнял партию гитары. Также некоторое время играл в инструментальном ансамбле аккордеониста Валерия Ковтуна.
С 1991 по 1993 на канале «Северная корона» (6 канал) — ведущий телевизионной программы в прямом эфире «Утро неделового человека» (всего было выпущено 78 программ). В 1995—1996 годах на коммерческом телеканале «Телеэкспо» вел в прямом эфире песенную передачу с участием бардов «Гнездо глухаря», где по утрам в выходные дни можно было услышать песни по заявкам зрителей. Один из основателей бард-кафе «Гнездо глухаря» в Москве, где выступают барды (129 программ). Организатор и ведущий телепередачи об авторской песне «Домашний концерт» с октября 1996 по август 1998 года на телеканале РЕН ТВ.

## Дискография
Авторские диски:
- Пока меня не раскусили… — Музыкальное издательство М. О., 1998.
- Несмело, товарищи, в ногу… — Музыкальное издательство М. О., 1999.
- Когда накроюсь медным тазом… — МИЦ Музпром-МО, 2003.
- Попытка автобиографии — СТМ-rec, 2004.
- В каждой сказке есть герой… — Музпром, 2007.
- Нам повезло с тобой, старик… — Музпром, 2007.
- Тапками шурша — Студия «Остров», 2011.
- Непротивление радости — 2017

А также диск в формате МР3 «99 песен» (2006).
Сборники:
- Первый круг — Мелодия, 1991.
- Время наших песен. Часть 1 — Московские окна, 1998.
- И мы во дворике, под аркой… — Мелодия, 1999.
- Время новых песен — Музпром, 2000.
- Смех сквозь струны — Музпром, 2001.
- Два алкоголика на даче. М.Кочетков и А.Анпилов, 2003.
- Гитара по кругу — МИЦ Музпром-МО, 2003.
- Мэтры шутливой авторской песни — Музпром, 2004.
- Первый круг — 15 лет спустя — Азия-плюс / STM-Rec, 2005.
- Александр Галич. Я выбираю свободу — Москва, ЗАО «IVC», 2009.
- Какая дорога, дорога — Азия-плюс, 2013.